# Duomo di Salisburgo
Il duomo di Salisburgo, oppure cattedrale dei Santi Ruperto e Virgilio, in tedesco: "Domkirche St Rupert und Virgil" è il duomo della città di Salisburgo, in Austria, sede vescovile dell'Arcidiocesi omonima.
La cattedrale delimita tre vaste piazze:  Residenplatz e Kapitelplatz, lungo i fianchi e la Domplatz davanti alla facciata che può accogliere circa 10.000 persone. Sui cancelli d'ingresso della cattedrale, sono indicate le date di tre consacrazioni della chiesa: 774, 1628 e 1959. Adiacente alla basilica si erge la Residenza del Principe Arcivescovo.

## Storia

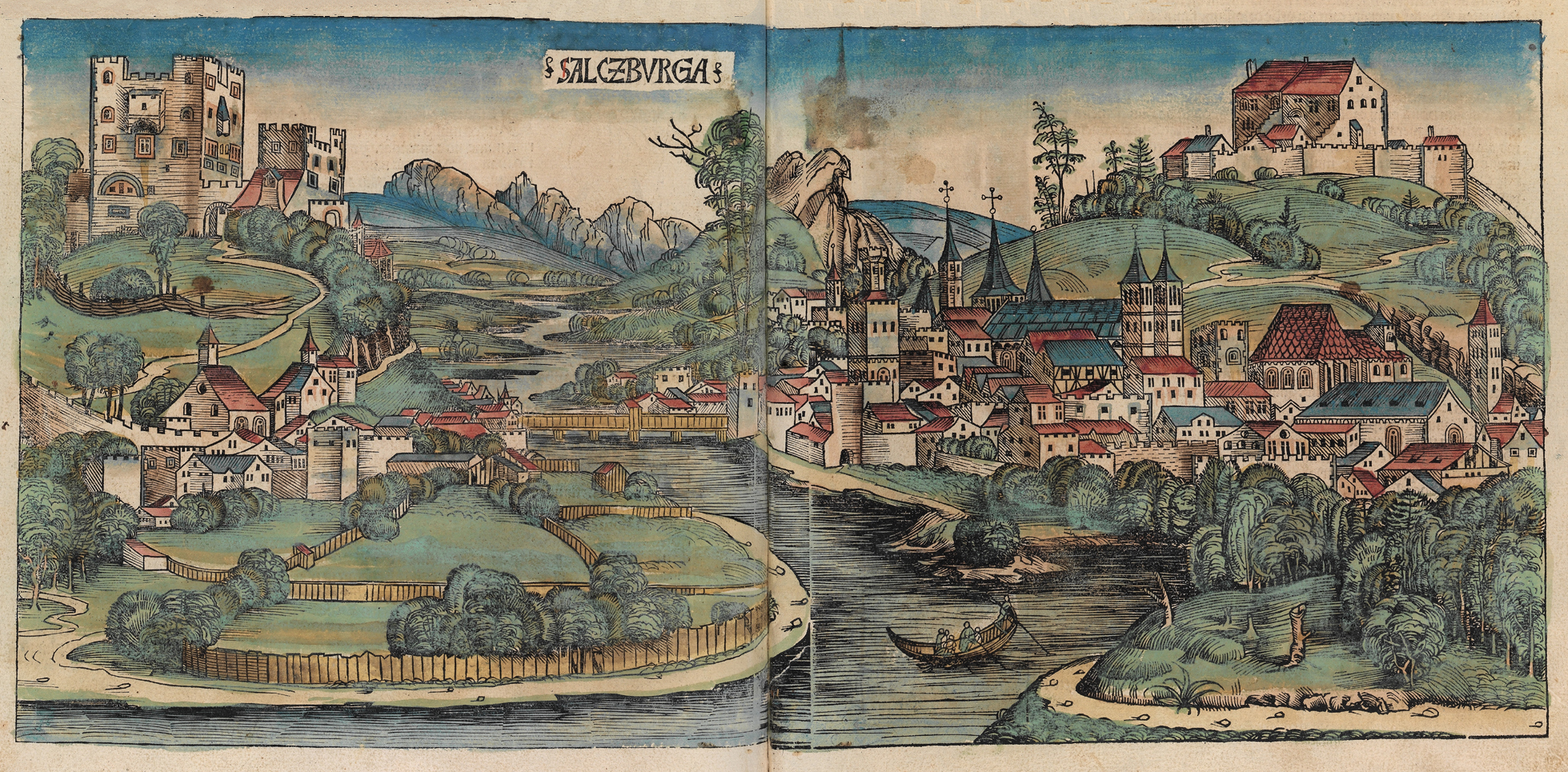
Vista di Salisburgo con l'antica cattedrale da una stampa del 1493.

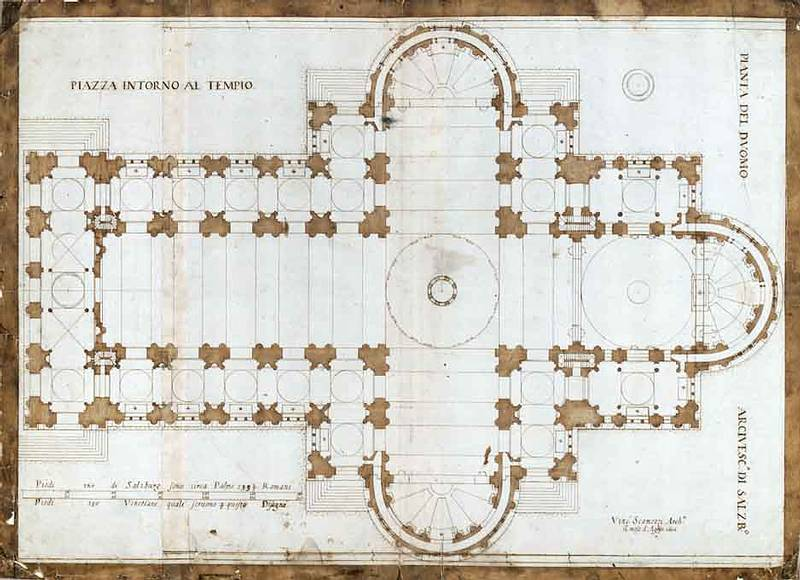
La pianta del progetto di Scamozzi, 1604.

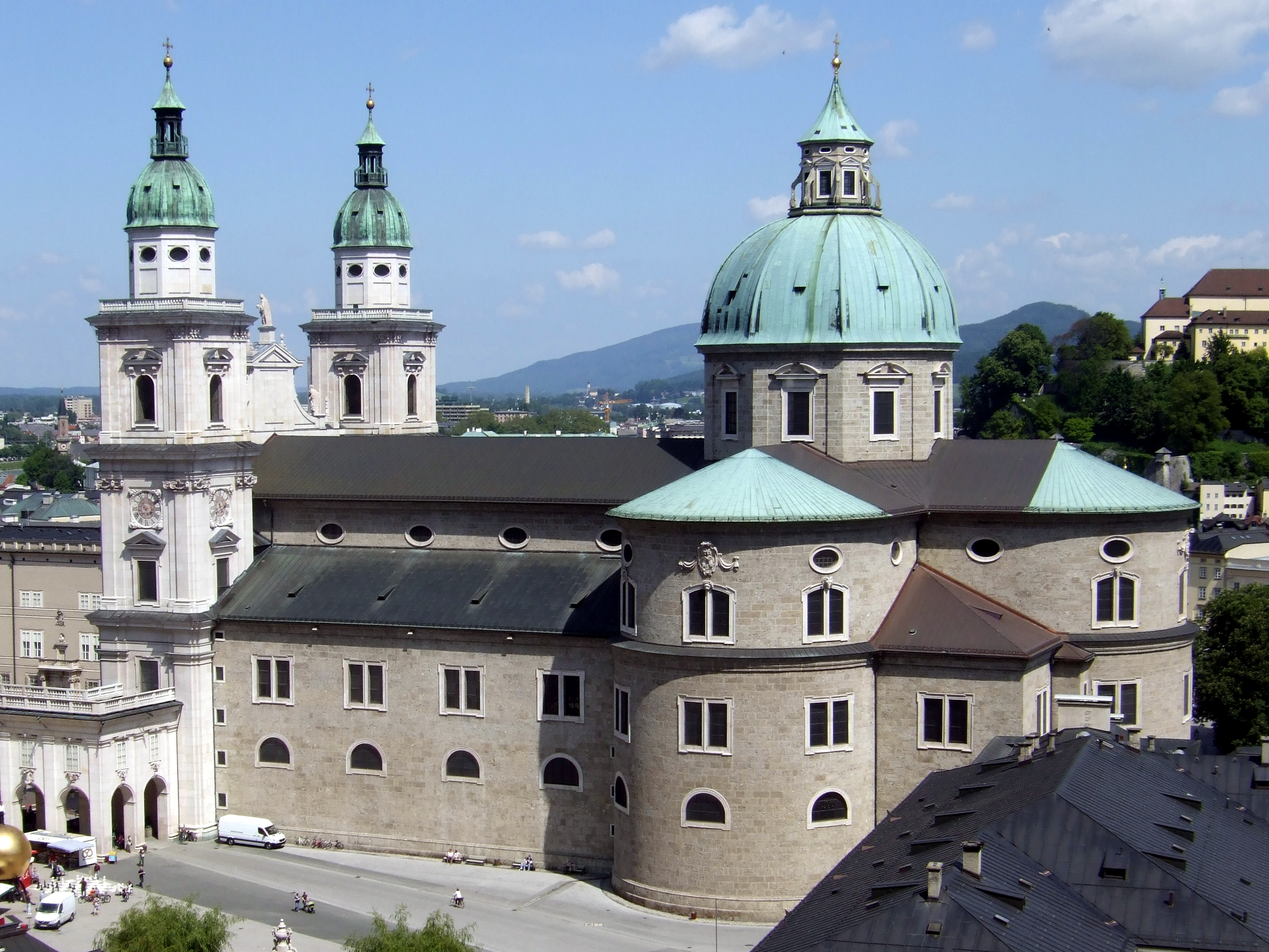
La cattedrale barocca.

La prima basilica costruita era in stile romanico ed era ripartita in tre navate e fu iniziata e portata a termine dal vescovo san Virgilio, che la consacrò il 25 settembre 774. La notte tra il 4 ed il 5 aprile 1167 scoppiò un grande incendio che la distrusse completamente: essa venne ricostruita successivamente sotto l'arcivescovo Corrado III, con una struttura più grande ed a cinque navate, facendo del duomo di Salisburgo la cattedrale ancora oggi più grande della cerchia delle Alpi. Tale incendio venne considerato doloso per l'epoca, forse per volere di Federico Barbarossa, a seguito di una politica a lui opposta condotta dagli arcivescovi di Salisburgo.
Dopo un nuovo incendio della cattedrale romanica nel 1598, l'arcivescovo Wolf Dietrich von Raitenau, vedendo che la vecchia struttura era fortemente danneggiata, diede ordine di abbattere completamente quello che era rimasto della struttura assieme a 55 case della città al fine di creare una cattedrale ancora più grande e di ricavare lo spazio necessario alla costruzione della grande piazza antistante la chiesa. La base della cattedrale venne costruita dall'italiano Vincenzo Scamozzi ma il successore di Wolf Dietrich, Markus Sitticus von Hohenems assunse poi come architetto Santino Solari che decise di rimaneggiare l'aspetto della cattedrale così come progettato dal suo predecessore riducendone notevolmente anche le dimensioni e la spesa. Questo nuovo edificio venne completato nel 1628 ed il 25 settembre di quello stesso anno venne consacrato dall'arcivescovo Paride Lodron.
Nel 1682 all'interno della cattedrale, nell'ambito delle celebrazioni per il 1100º anniversario dell'arcidiocesi di Salisburgo venne eseguita per la prima volta la Missa Salisburgensis a 53 voci.
Il 16 ottobre 1944 una bomba colpì la cupola e parte del transetto danneggiandoli e dal 1945 al 1959 i salisburghesi furono impegnati nella ricostruzione e nella ristrutturazione del tempio.

### I sei incendi della cattedrale
La cattedrale di Salisburgo ha anche uno sfortunato primato, quello di aver sostenuto nella sua lunga storia ben 6 incendi:
- 1127: scoppiò un incendio che distrusse parte della città, la chiesa collegiata di San Pietro e la cattedrale;
- 1167: incendio probabilmente doloso che distrusse buona parte della cattedrale;
- 1312: grande incendio che sprigionò grande calore al punto da fondere le campane;
- 1598: incendio nella notte tra l'11 e il 12 dicembre. A questo atto seguì la ricostruzione barocca della cattedrale;
- 1859: un altro incendio scoppiato per la negligenza prestata durante i lavori di ristrutturazione della soffitta;
- 1944: 16 ottobre, una bomba americana colpì la cattedrale. La cupola crollò.

## Esterno

### La facciata

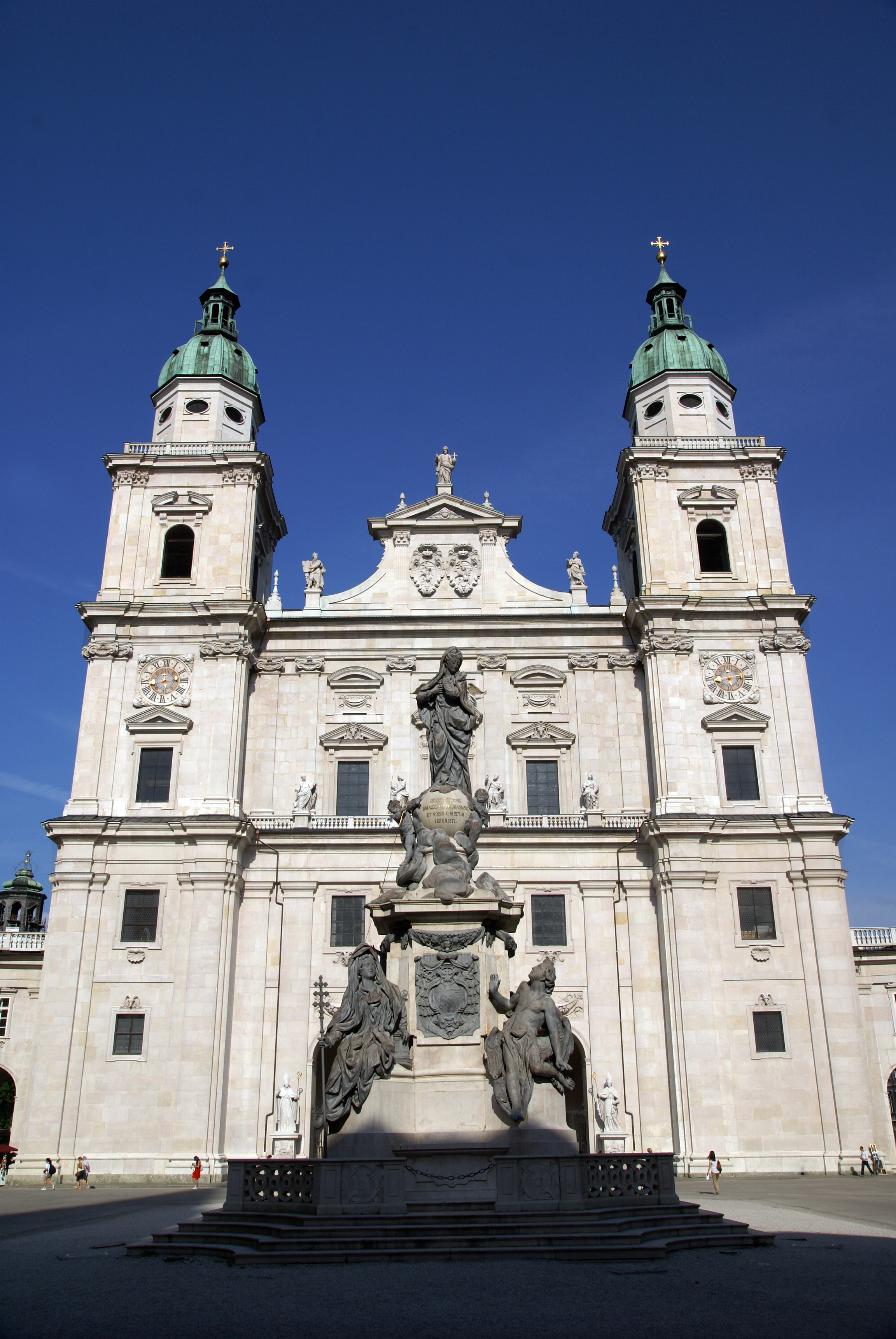
La facciata con le torri gemelle.

La facciata della cattedrale di Salisburgo, nelle forme composte del primo barocco, è tripartita e realizzata in marmo di Untersberger e calcare a vista. Prima dei tre portali che si aprono sulla facciata della cattedrale si trovano quattro grandi statue raffiguranti i santi Pietro e Paolo realizzati da Bernhard Michael Mandl, mentre sui lati si trovano San Roberto e San Vigilio, compatroni della cattedrale. Dietro i quattro personaggi principali è l'ingresso della cattedrale. Le tre porte in bronzo della cattedrale sono state realizzate tra il 1957 ed 1958 da Giacomo Manzù (Porta dell'Amore), quella centrale, da Toni Schneider- Manzell (Porta della fede) quella di sinistra e da Ewald Mataré (Porta della Speranza), quella di destra.
Nella balaustra che si trova al secondo ordine, si trovano le statue dei quattro evangelisti mentre sopra il timpano della finestra si trovano il Leone e il Capricorno, gli animali che compaiono degli stemmi araldici di Paride Lodron e di Markus Sittikus von Hohenems. Sopra la finestra centrale si trovano due angeli che tengono una corona. Sul frontone della cattedrale si trovano sulla sinistra Mosè con le tavole delle leggi, a destra Elia e in centro la statua di Cristo Salvatore. Queste tre figure sono state realizzate intorno al 1660 da Tommaso da Garona.

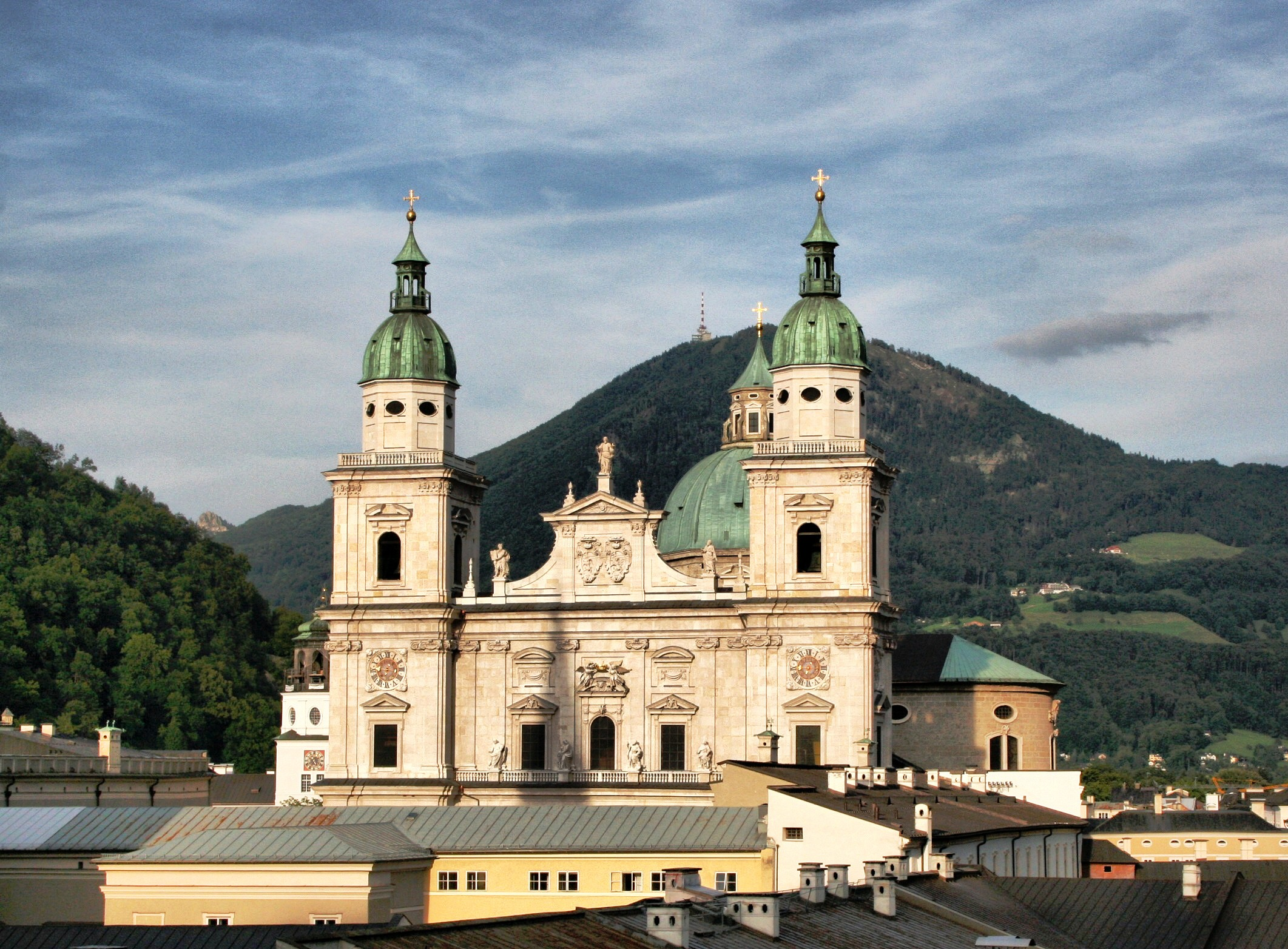
La parte superiore.
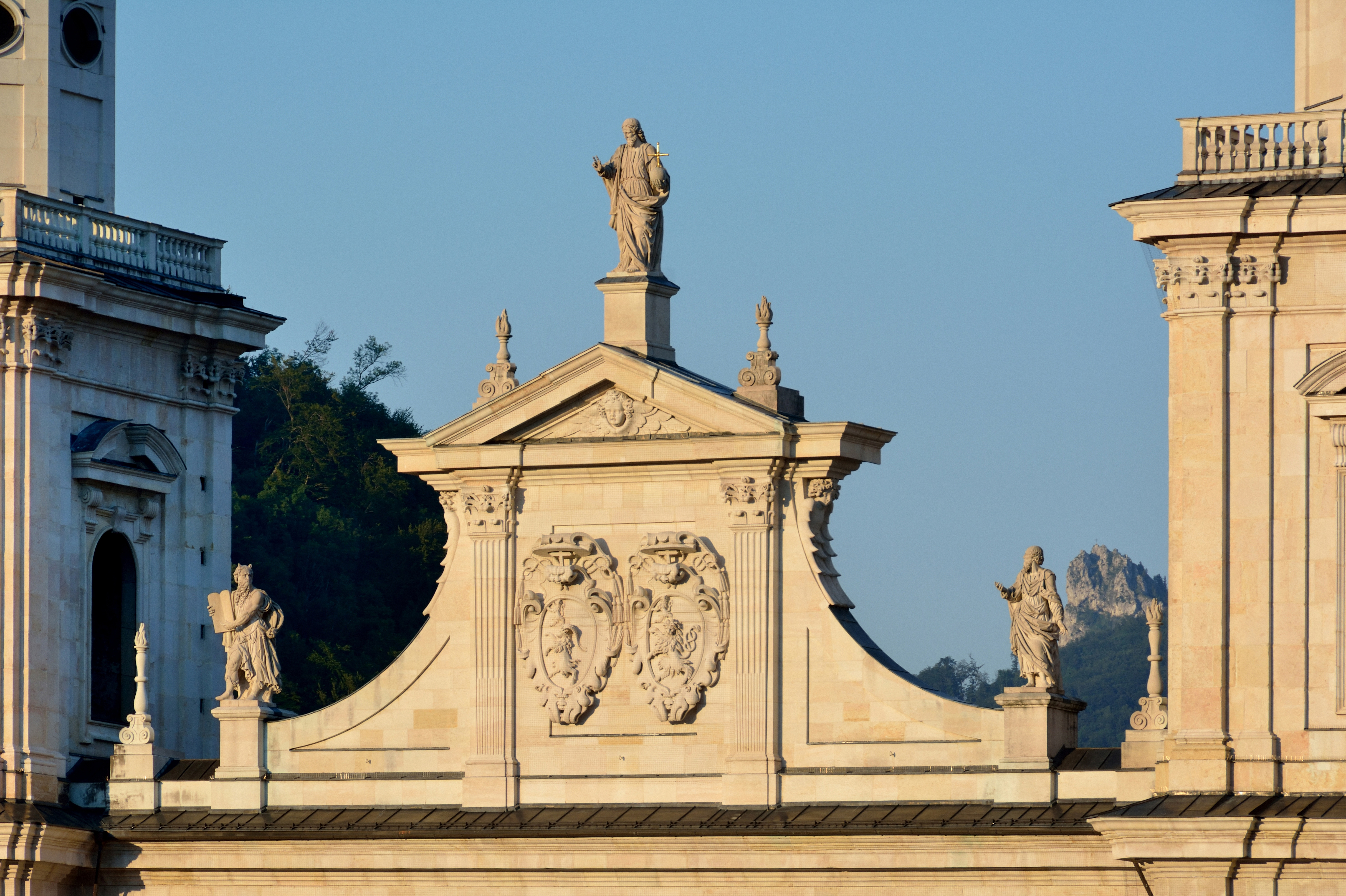
Il frontone.
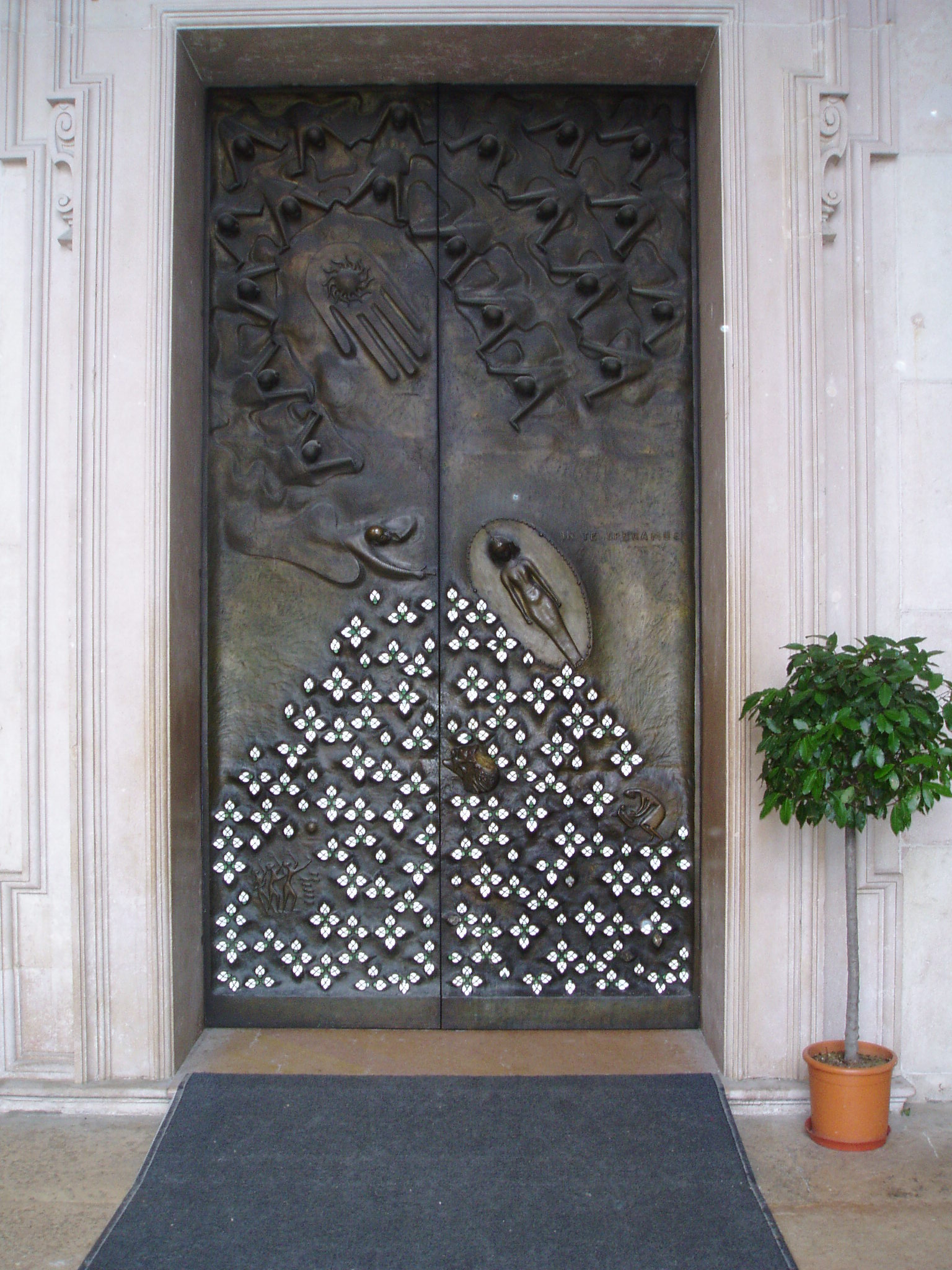
La "Porta della Speranza" di Ewald Mataré.

### Le torri campanarie
La facciata accoglie ai lati due torri campanarie, alte 82 m, edificate nel 1655, tripartite a loro volta come la cattedrale. Al secondo ordine si trova per ogni torre un orologio.
La  Marienglocke e la  Virgilglocke sono le campane più antiche ancora oggi presenti nel concerto campanario della cattedrale e vennero realizzate in coincidenza con la ricostruzione barocca della cattedrale.
Il 24 settembre 1961 vennero consacrate altre nuove campane realizzate a Salisburgo, tra cui la Salvatorglocke, una delle più grandi campane al mondo nonché la seconda più grande dell’Austria dopo la Pummerin, il grande campanone del duomo di Vienna. Tutte le campane hanno un peso complessivo di 32.443 kg.
| n° | nome                                      | fusione | nota  | peso      | diametro | torre | fonderia                            | iscrizione (tradotto) |
| -- | ----------------------------------------- | ------- | ----- | --------- | -------- | ----- | ----------------------------------- | --- |
| 1  | Salvatorglocke (Redentore)                | 1961    | Mi♭2  | 14.256 kg | 2.790 mm | nord  | Franz Oberascher, Salisburgo        | "Ti lodiamo o Dio, Signore, Tu, Noi ti lodiamo, padre di incommensurabile maestà, il vero e unico Figlio evocato dallo Spirito Santo. Noi lodiamo il tuo nome per sempre. " |
| 2  | Rupertusglocke (S. Ruperto di Salisburgo) | 1961    | Sol♭2 | 8.273 kg  | 2.330 mm | sud   | Franz Oberascher, Salisburgo        | "San Ruperto, patrono della nostra Arcidiocesi, dacci la fede!" |
| 3  | Marienglocke (S. Maria)                   | 1628    | Si♭2  | 4.004 kg  | 1.830 mm | sud   | Johann e Wolfgang Neidhart, Augusta | "Santa Maria, Porta del cielo, aprite il vostro sostegno risparmiateci dai vili attacchi dei nostri nemici al suono di questo metallo, consacrata nel nome glorioso di Paris von Lodron, principe e arcivescovo di Salisburgo nell'anno di grazia 1628"                              |
| 4  | Josephsglocke (S. Giuseppe)               | 1961    | Re♭3  | 2.517 kg  | 1.560 mm | sud   | Franz Oberascher, Salisburgo        | "San Giuseppe chiamato da Dio a tutelare il lavoro della gente. Che tu ci protegga dalle tempeste." |
| 5  | Virgilglocke (S. Virgilio)                | 1628    | Mi♭3  | 1.648 kg  | 1.360 mm | sud   | Johann e Wolfgang Neidhart, Augusta | "San Virgilio, patrono degli insegnanti e dei fedeli! Consentici di condurre diligentemente il tuo gregge e di salvarci dalla peste, dalla carestia, dalla guerra e dalla persecuzione, consacrata da Paris von Lodron, principe e arcivescovo di Salisburgo, l'anno di grazia 1628" |
| 6  | Leonhardglocke (S. Leonardo)              | 1961    | Sol♭3 | 1.025 kg  | 1.190 mm | sud   | Franz Oberascher, Salisburgo        | "Dio salvi i contadini di Salisburgo" |
| 7  | Barbaraglocke (S. Barbara)                | 1961    | La♭3  | 715 kg    | 1.040 mm | sud   | Franz Oberascher, Salisburgo        | "Santa Barbara, patrona dei moribondi, prega per noi!" |

## Interno

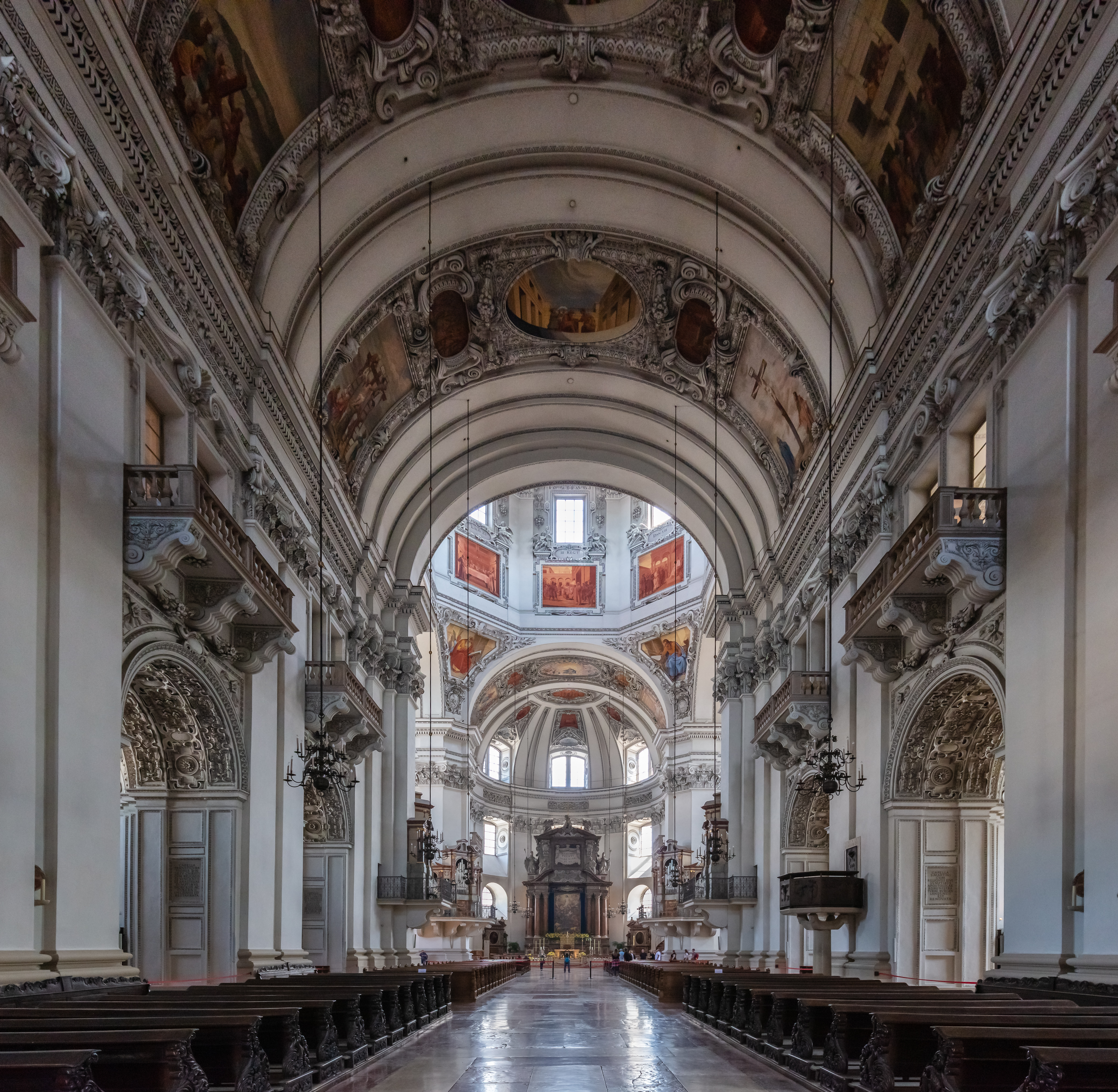
Veduta dell'interno.

L'interno è a navata unica, affiancata da quattro profonde cappelle laterali interconnesse attraverso archi a tutto sesto, transetto e cupola sulla crociera.

### Navata
La navata, lunga 101 metri e alta 32 metri, che si prolunga con un ulteriore nartece sotto il portico, presenta dei dipinti sul soffitto ad affresco realizzati da Donato Mascagni e Ignazio Solari che mostrano Scene della vita e della passione di Cristo, il tutto in 15 grandi quadri definiti che illustrano la passione e la morte, 10 piccoli estratti che mostrano la vita di Cristo, da Le Nozze di Cana a Gesù tentato sul monte. I dipinti sono corredati da stucchi, attribuiti alla bottega di Giuseppe Bassarino, che vennero terminati nel 1628 circa.

### Cappelle
Entrambi i lati della navata presentano una serie di cappelle, ognuna con uno specifico altare. Sulla parete nord dell'altare maggiore si trova la cappella del battesimo di Cristo dove ha sede il fonte battesimale che è un calco in bronzo realizzato nel 1959 da Toni Schneider Manzell dell'originale gotico del 1321. Esso poggia su un leone di bronzo proveniente dalla precedente cattedrale e risalente alla seconda metà del XII secolo.
Nel 1756 vi fu battezzato il compositore Wolfgang Amadeus Mozart.
Le altre cappelle a nord sono quelle di Sant'Anna,  della trasfigurazione di Cristo e quella del Crocifisso. 
Sulla parete sud vi sono le cappelle di San Rocco e Sebastiano, San Carlo Borromeo, San Martino e San Girolamo. I dipinti dei primi tre altari sulla parete sud sono opera di Johann Heinrich Schönfeld.

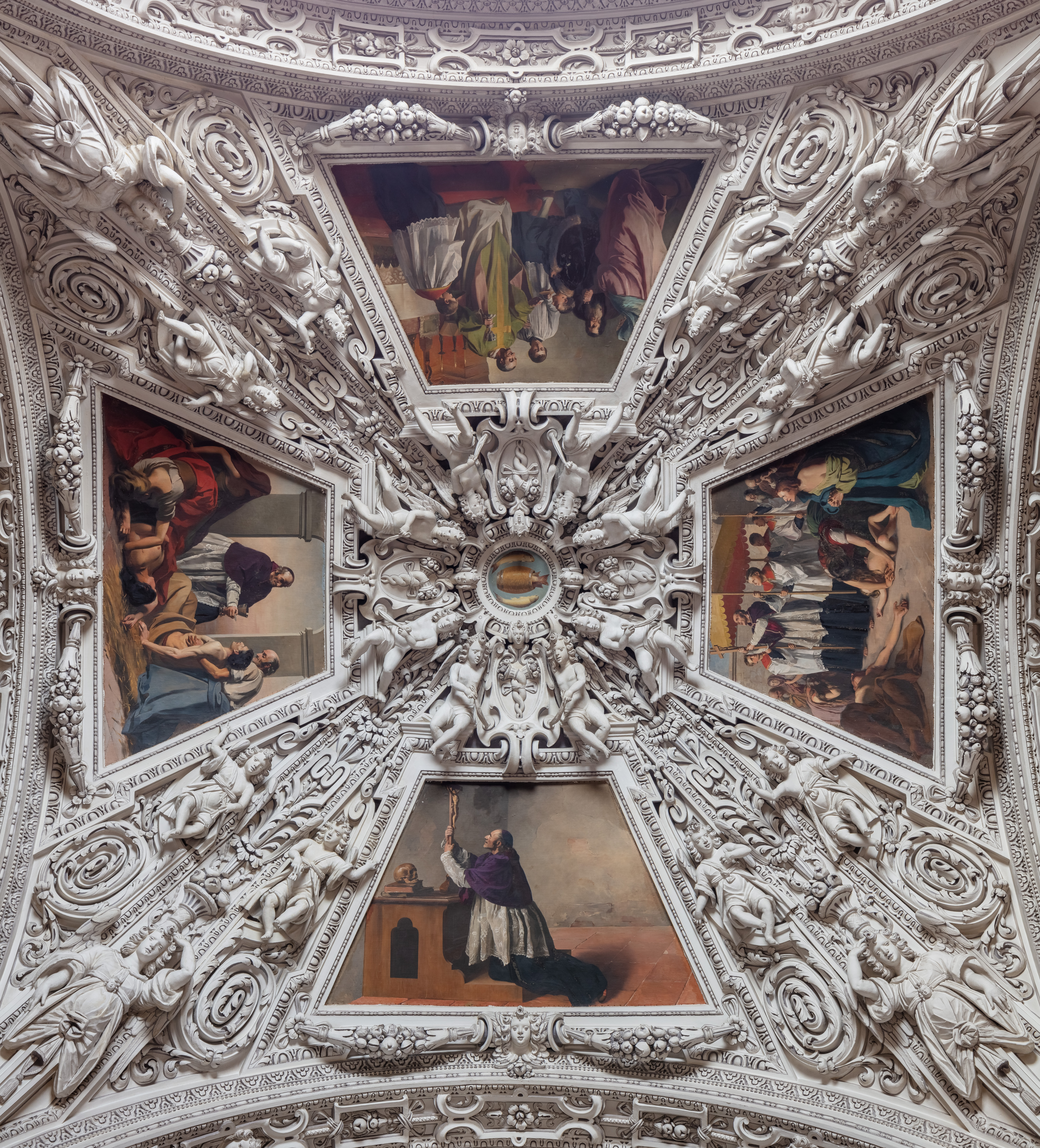
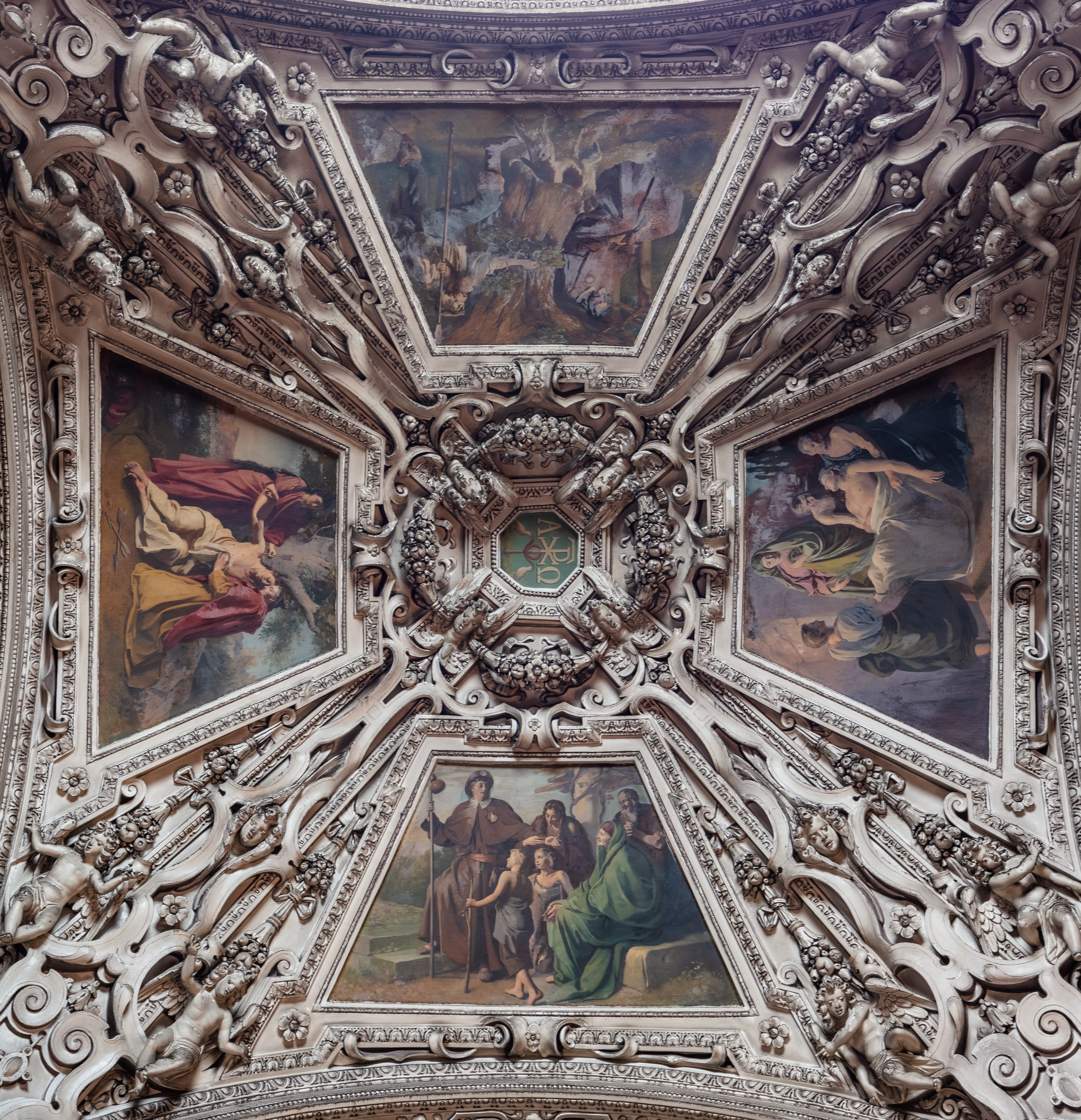
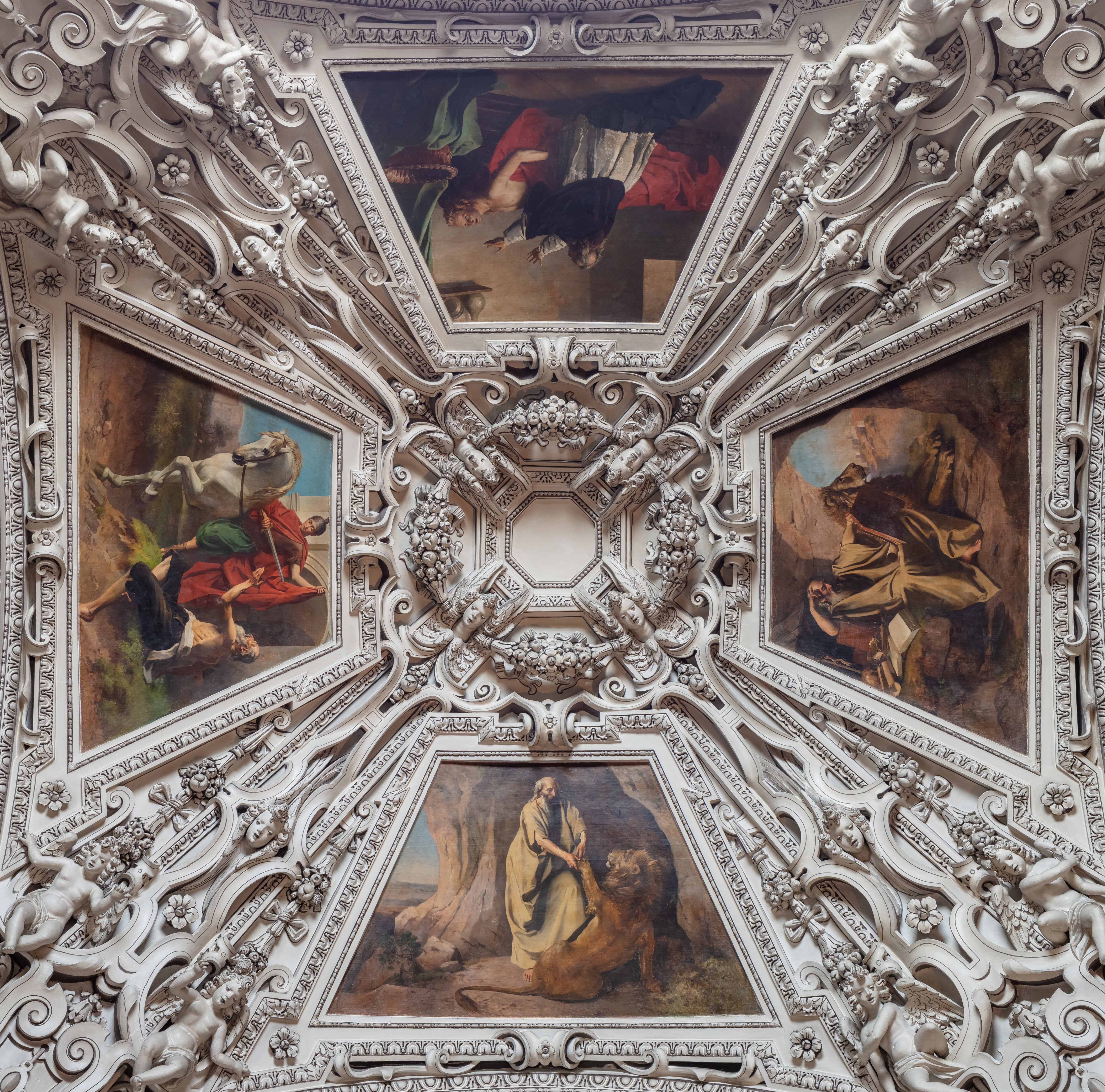
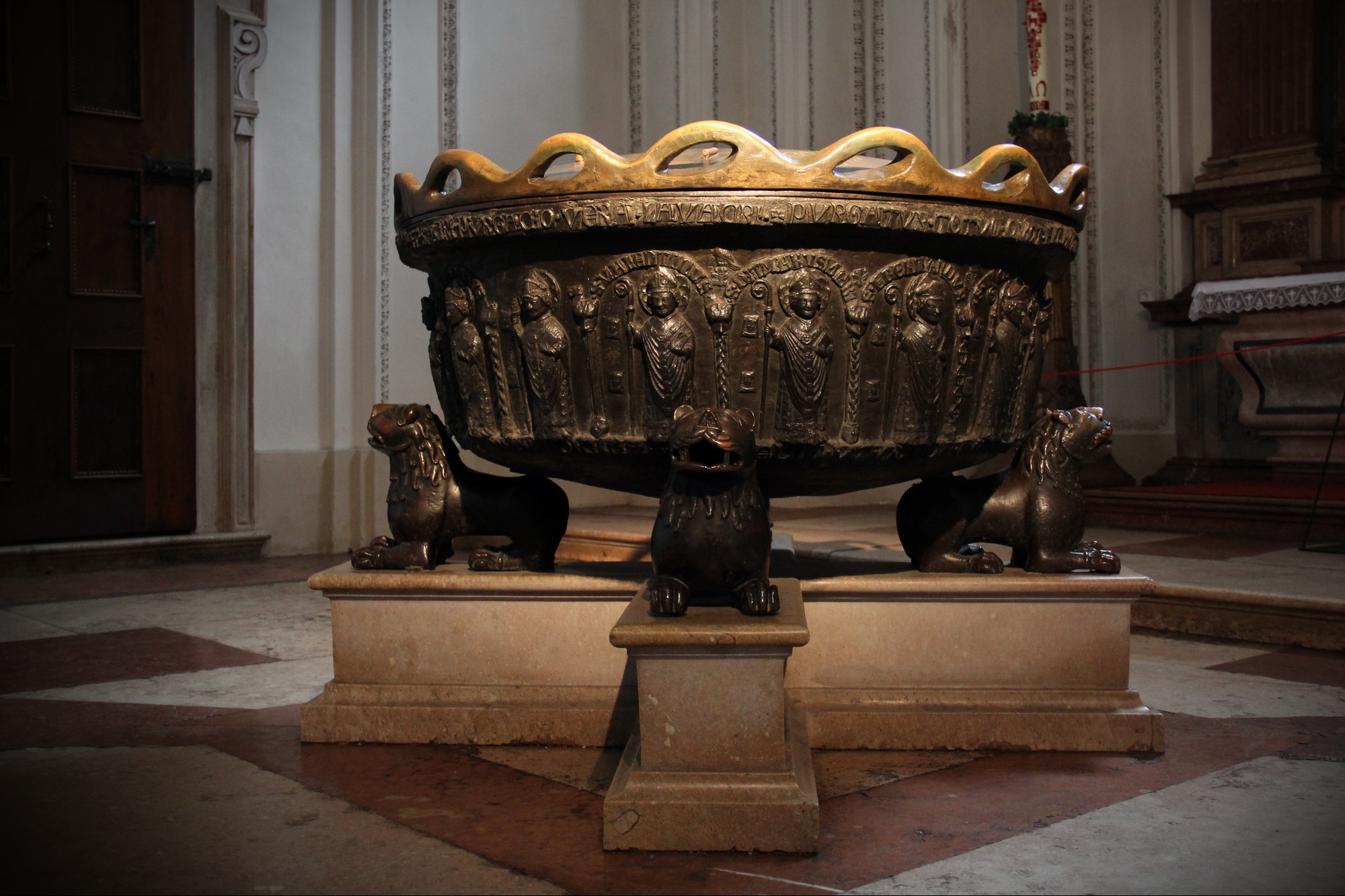
Il Fonte battesimale.

### Altare maggiore

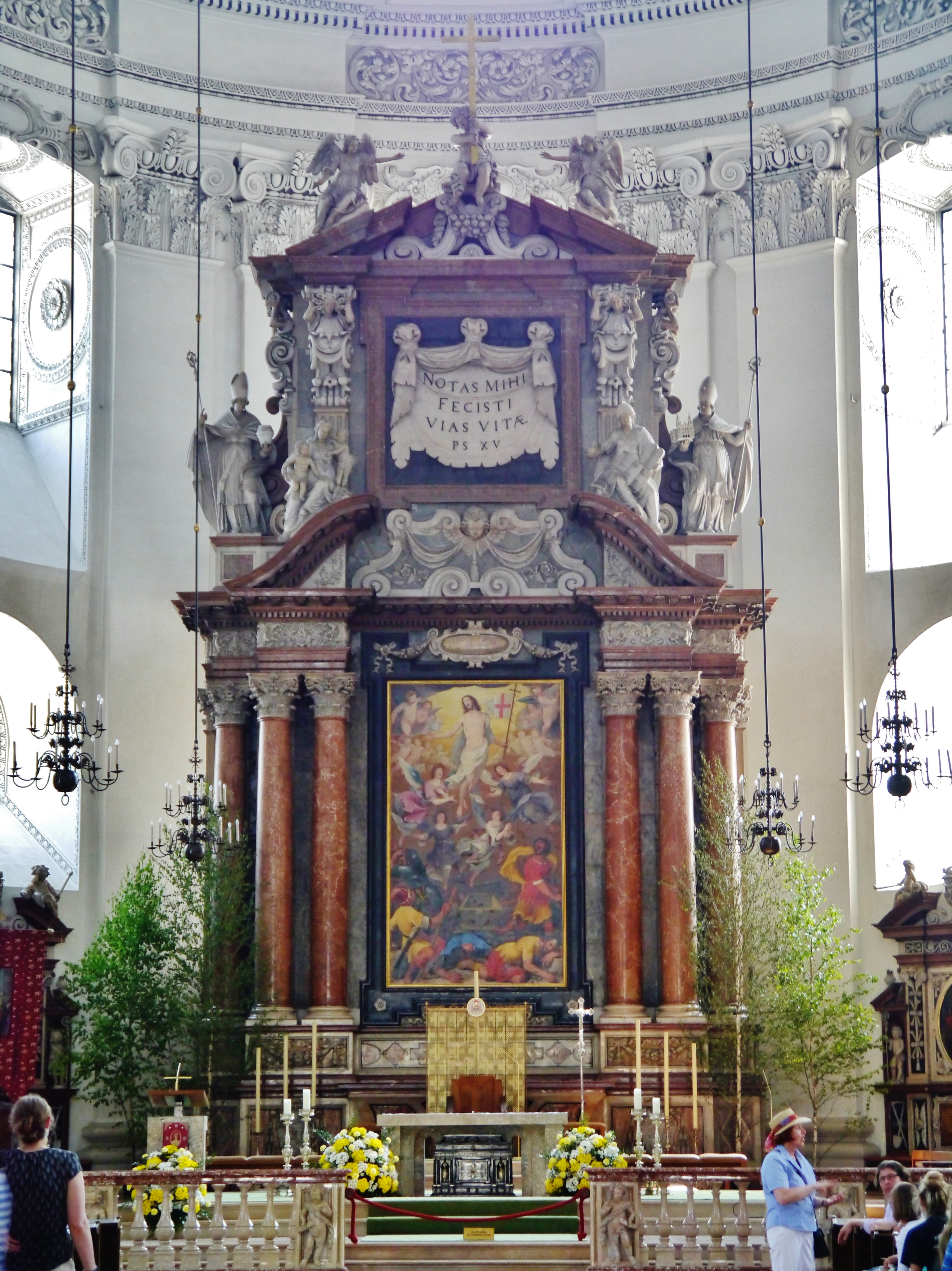
L'altare maggiore

L'altare maggiore è del 1628 ed è attribuito all'architetto Santino Solari che ha curato come abbiamo visto la riprogettazione barocca della cattedrale.
Esso è completamente in marmo ed accoglie una pala d'altare che illustra la risurrezione di Cristo, dipinta da Donato Mascagni. Sopra l'altare si trovano le statue dei patroni della chiesa San Ruperto e san Virgilio, oltre alle allegorie della religione e della carità. Tra le diverse figure si trova una scritta in latino "Notas mihi fecisti vias vitae" (Si, mi mostrasti la via della vita). Sul timpano dell'altare maggiore ci sono tre angeli. Quelli sul frontone recano una croce dorata.
A destra ed a sinistra dell'altare maggiore si trovano gli epitaffi degli arcivescovi Markus Sittikus von Hohenems († 1619) e Paride Lodron († 1653), circondati secondo il gusto dell'epoca da simboli di morte e putti a lutto. Per ogni epitaffio si trova un medaglione con un ritratto dipinto su rame dell'arcivescovo. Nel timpano dell'epitaffio si trova anche uno stemma accartocciato dell'ecclesiastico.

### Transetto

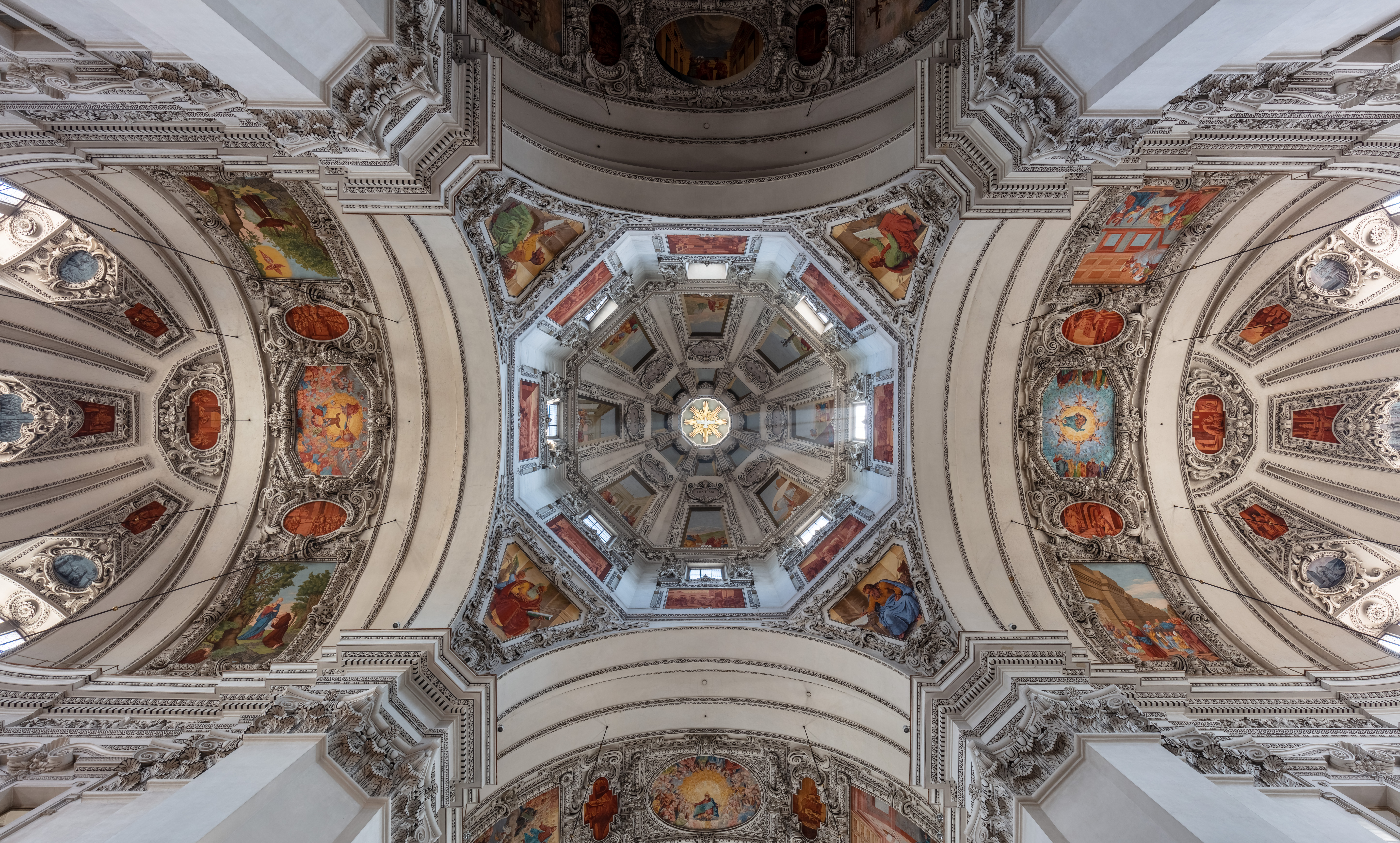
Cupola centrale.

Nel transetto trasversale, che misura 69 metri, si trovano due altari: quello di sinistra è dedicato a san Francesco e quello di destra alla Madonna della Neve.
La cappella di San Francesco accoglie una pala d'altare della Trasfigurazione di san Francesco d'Assisi realizzata probabilmente attorno al 1628 da Donato Mascagni. Il tabernacolo è in ottone dorato e argento, fiancheggiato dalle statue dei quattro evangelisti. A destra ed a sinistra dell'altare di questa cappella vi sono l'epitaffio in marmo dei vescovi Leopoldo Antonio Eleuterio Firmian († 1744), Guidobaldo Thun († 1668), Max Gandolph von Kuenburg († 1687) e Jakob Ernst von Liechtenstein-Kastelkorn († 1747). Sulle pareti e sul soffitto vi sono scene della vita e della morte di san Francesco d'Assisi.
Nel transetto destro vi è un altare con una pala d'altare di Ignazio Solari raffigurante santa Maria della Neve e una copia della Madonna miracolosa di Altötting. Accanto all'altare hanno trovato posto gli epitaffi in marmo degli arcivescovi Andreas Jakob von Dietrichstein († 1753), Johann Ernst von Thun († 1709), Franz Anton von Harrach († 1727) e Sigmund III von Schrattenbach († 1771). Sulle pareti e sul soffitto si trovano dipinti della vita e dell'ascensione di Maria.

### Cupola

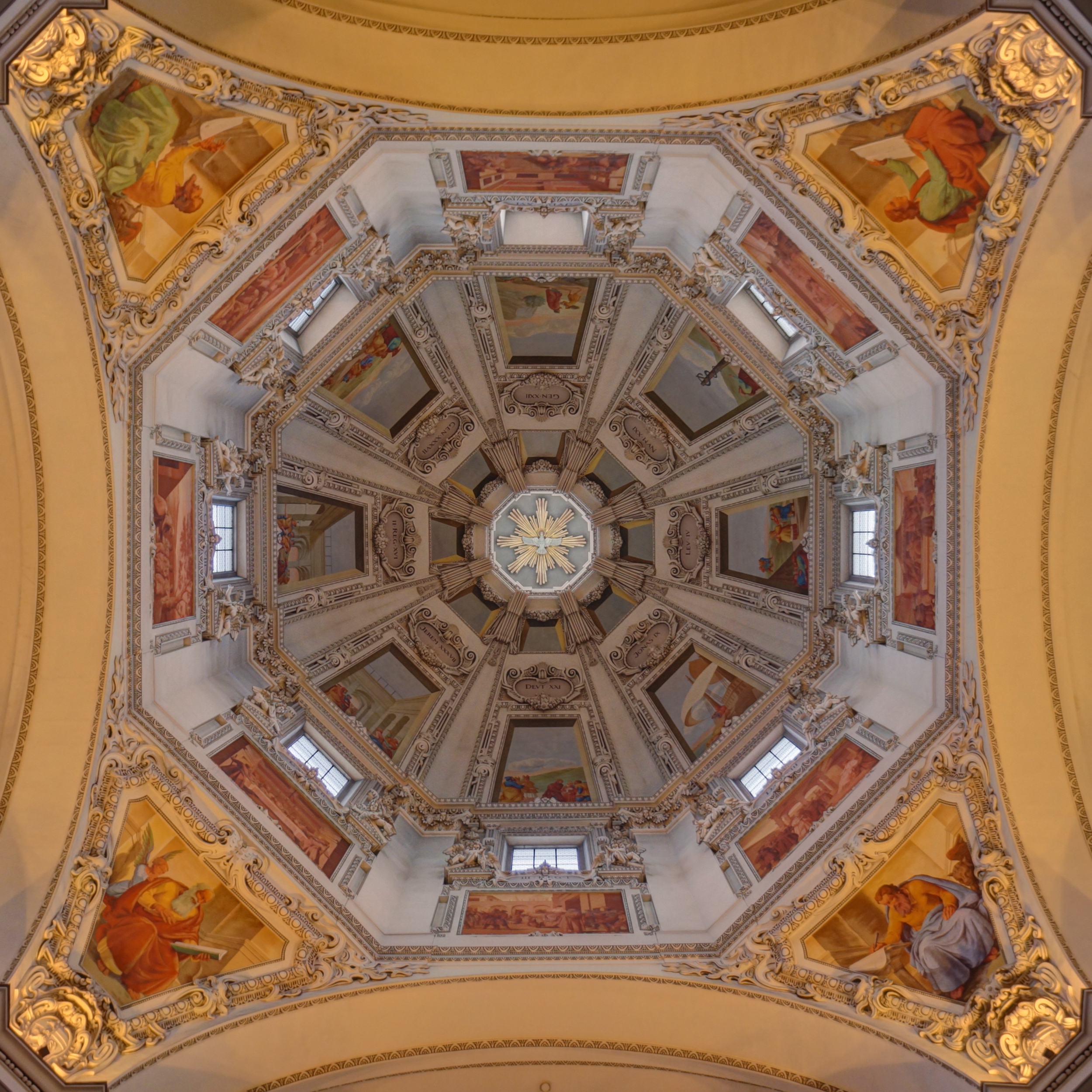
La cupola.

La cupola della cattedrale, alta 71 metri, è suddivisa ad ottagoni dipinti con scene del Vecchio Testamento realizzate nel 1955 per copiare gli originali dipinti da Donato Mascagni e da Ignazio Solari e andati distrutti con il crollo del 1944. Sulle vele della cupola si trovano le raffigurazioni dei quattro evangelisti.

### Organi a canne
Già nel 1705 venne costruito un primo organo a 42 registri da Johann Christoph Egedacher, il quale venne ampliato dal costruttore stesso tre anni più tardi, e rimase sostanzialmente invariato sino al 1841-1844, quando fu oggetto di un primo ampliamento da parte di Ludwig Moser, seguito da un rifacimento ad opera di Matthäus Mauracher nel 1914; nel 1959 venne ulteriormente ingrandito dalla ditta Dreher & Reinisch. Lo strumento odierno, alloggiato entro la cassa barocca ornata con statue di angeli e dei santi titolari, è l'opus 554 della ditta organaria svizzera Metzler, e risale al 1981-1988; è a trasmissione integralmente meccanica e dispone di 58 registri per un totale di 4121 canne. La sua consolle, fissa indipendente, posta al centro della cantoria, ha tre tastiere e pedaliera.
Negli anni 1990, a ridosso dei quattro pilastri che sorreggono la cupola sono state edificate quattro cantorie sorrette da mensole in marmo ed è stato stabilito di installare sopra ognuno di questi un organo a canne; quelli sul lato orientale risalgono al 1991 e sono della ditta tirolese Pirchner che si ispirò agli strumenti austriaci del XVIII secolo, mentre quelli sul lato occidentale sono del 1995 e furono realizzati dal codroipese Francesco Zanin. I quattro strumenti, pur essendo esteticamente identici (con casse dipinte a finto marmo, progettate da Corneille F. Janssen nel 1985), dal punto di vista fonico si ispirano a differenti correnti musicali:
- l'organo nord-orientale ha 14 registri su due manuali e pedale, e 861 canne;[7]
- l'organo sud-orientale ha 14 registri su due manuali e pedale, e 712 canne;[8]
- l'organo sud-occidentale è in stile rinascimentale italiano ed ha 14 registri su unico manuale e pedale, e 779 canne;[9]
- nella cassa di quest'ultimo, sul lato sinistro, è inserito uno strumento indipendente da continuo, con 3 registri su unico manuale e pedale, e 141 canne;[10]
- l'organo nord-occidentale è in stile veneziano ed ha 27 registri su due manuali e pedale, e 1123 canne.[11]

La cattedrale è inoltre dotata di un organo positivo a cassapanca costruito da Johann Pircher nel 1989, con 4 registri su unico manuale, e 224 canne.

## Cripta
Se nella cattedrale si trovano gli epitaffi degli arcivescovi salisburghesi dalla ricostruzione della chiesa in stile barocco, le loro salme, assieme a quelle dei loro predecessori e successori si trovano nell'area ipogea della chiesa.
La cripta, realizzata in stile romanico e risalente al progetto della prima cattedrale, accoglie le salme di molti degli arcivescovi di Salisburgo che sono sigillate da lastre di marmo rosa con inciso il loro nome e sovrastate dallo stemma arcivescovile.